# Turbicellepora megasoma
Turbicellepora megasoma är en mossdjursart som först beskrevs av William MacGillivray 1869.  Turbicellepora megasoma ingår i släktet Turbicellepora och familjen Celleporidae. Inga underarter finns listade i Catalogue of Life.